# Никандров, Пётр Федотович
Пётр Федо́тович Ника́ндров (1 декабря 1923, Никитино, Новоржевский уезд, Псковская губерния, РСФСР, СССР — 9 мая 1975, Ленинград, СССР) — советский философ

, специалист в области истории русской философии, автор фундаментального труда «Русская философия XI—XIX веков» (совместно с А. А. Галактионовым). Доктор философских наук (1966), профессор. 

## Биография
Родился 1 декабря 1923 года в крестьянской семье в с. Никитино (ныне — в Новоржевском районе Псковской области). С пяти лет переехал с родителями в Ленинград. Пережил блокаду Ленинграда, потеряв отца и мать.
В 1946 году поступил на философский факультет в Ленинградский университет, ученик профессора М. В. Серебрякова. В 1951 году окончил философский факультет ЛГУ, затем — аспирантуру там же. 
С 1952 года член ВКП(б). 
В 1954 году защитил диссертацию на соискание учёной степени кандидата философских наук по теме «Мировоззрение П. И. Пестеля». 
С 1956 по 1974 год преподавал на кафедре истории философии ЛГУ (с 1956 — доцент, с 1968 — профессор). 
В 1962—1963 годах преподавал философию в Монголии. 
В 1966 году в ЛГУ имени А. А. Жданова защитил в качестве диссертации на соискание учёной степни доктора философских наук двухтомную монографию «История русской философии», написанную в соавторстве с А. А. Галактионовым.
С 1974 года заведовал кафедрой философии Ленинградского финансово-экономического института. 
Был талантливым лектором и педагогом. Трижды женат, отец троих детей. 
9 мая 1975 года покончил жизнь самоубийством.

## Научная деятельность
Специализировался по истории русской философии. Раннее творчество связано с наследием декабриста П. И. Пестеля, которого рассматривал одним из наиболее передовых мыслителей эпохи, поскольку он вышел за пределы идеалистического взгляда на историю. Тема декабризма рассматривалась П. Ф. Никандровым до конца жизни и нашла окончательное оформление в заключительной работе «Революционная идеология декабристов» (1976), в которой рассмотрены воззрения П. И. Пестеля, И. Е. Якушкина и М. С. Лунина
Наиболее значительные научные труды стали результатом совместной работы А. А. Галактионова и П. Ф. Никандрова. Их сотрудничество началось в 1950-е годы с ряда журнальных статей, в которых критически рассматриваются некоторые важные моменты истории русской философии и разрабатывается самостоятельная методологическая линия с опорой на творческий марксизм. В 1961 году совместно с А. А. Галактионовым опубликовал монографию по истории русской философии. Здесь впервые в советской литературе история отечественной философии раскрыта как борьба материализма и идеализма, в результате чего появляются главы об отечественных традициях шеллингианства, славянофильства и др. Позднее вышла их книга «Идеологи русского народничества» (1966) о взглядах П. Л. Лаврова, М. А. Бакунина, П. Н. Ткачева, Н. К. Михайловского, П. А. Кропоткина. В 1966 году П. Ф. Никандров также совместно с А. А. Галактионовым защитил докторскую диссертацию «История русской философии». П. Ф. Никандров и А. А. Галактионов являются авторами лучшей советской книги по русской философии (1970), отмеченной специальной премией ЛГУ. В ней история философии рассмотрена в качестве развития одной из форм общественного сознания, взаимодействующей с другими формами на базе законов общественного развития и классовых отношений. Принцип историзма реализуется через диалектику борьбы и чередования различных школ и направлений, выражающиеся прежде всего в противостоянии материализма и идеализма. К особенностям русского историко-философского процесса отнесены укорененность православия в русском мышлении, систематической столкновение с западноевропейской философией, заимствование со сдвигом вперёд, и связь с освободительным движением.
Вместе с А. А. Галактионовым является основателем Ленинградской школы историков русской философии, которая вела активную полемику с Московской школой, возглавляемой И. Я. Щипановым.
Научный руководитель историка социологии, профессора А. О. Бороноева.

## Научные труды
- Никандров П. Ф. Мировоззрение П. И. Пестеля. — Л.: Издательство ЛГУ, 1955. — Переиздано в 2012: ISBN 978-5-458-41839-3.
- Галактионов А. А., Никандров П. Ф. История русской философии. — Л., 1961.
- Галактионов А. А., Никандров П. Ф. Идеологи русского народничества. — Л., 1966.
- Галактионов А. А., Никандров П. Ф. Русская философия XI—XIX вв. — Л.: Наука, 1970.
- Галактионов А. А., Никандров П. Ф. Русская философия IX—XIX вв. — 2-е изд., испр. и доп. — Л.: Издательство ЛГУ, 1989. — ISBN 5-288-00112-X.
- Никандров П. Ф. Революционная идеология декабристов. — Л.: Лениздат, 1976. — 192 с.

## Награды
- Медаль «За оборону Ленинграда»
- Медаль «За доблестный труд в Великой Отечественной войне 1941—1945 гг.».